# Список пресмыкающихся Канады
Список пресмыкающихся Канады
В Канаде встречается 11 видов черепах, 9 видов ящериц (в том числе один интродуцированный), 32 вида змей.

## Черепахи
- Actinemys marmorata (Clemmys marmorata) — мраморная черепаха
- Apalone spinifera (Trionyx spinifer, Trionyx spiniferus) — колючий трионикс (en:Apalone spinifera)
- Chelonia mydas — зелёная черепаха
- Chelydra serpentina — каймановая, или кусающаяся, черепаха
- Chrysemys picta — расписная, или украшенная, черепаха
- Clemmys guttata — пятнистая черепаха
- Emydoidea blandingii (Emydoidea blandingi) — американская болотная черепаха
- Glyptemys insculpta (Clemmys insculpta) — лесная черепаха
- Graptemys geographica — географическая черепаха (en:Graptemys geographica)
- Lepidochelys kempii — атлантическая ридлея
- Sternotherus odoratus — обыкновенная мускусная черепаха

## Ящерицы
- Elgaria coerulea (Gerrhonotus coeruleus) — северная аллигаторовая ящерица (en:Elgaria coerulea)
- Phrynosoma cornutum — техасская жабовидная ящерица (en:Phrynosoma cornutum)
- Phrynosoma douglassii (Phrynosoma douglassi) — фринозома Дугласа, или рогатая ящерица Дугласа (en:Phrynosoma douglassii)
- Phrynosoma hernandesi (Phrynosoma douglasii hernandesi ) (en:Phrynosoma hernandesi)
- Plestiodon fasciatus (Eumeces fasciatus) (en:Plestiodon fasciatus)
- Plestiodon septentrionalis (Eumeces septentrionalis) — прерийный длинноногий сцинк (en:Plestiodon septentrionalis)
- Plestiodon skiltonianus (Eumeces skiltonianus) (en:Plestiodon skiltonianus)
- Podarcis muralis — стенная ящерица (en:Podarcis muralis) — европейский вид, интродуцирован
- Sceloporus undulatus — заборная игуана (en:Sceloporus undulatus)

## Змеи
- Charina bottae — резиновая змея
- Coluber constrictor — чёрный полоз (en:Coluber constrictor)
- Coluber mormon (Coluber constrictor mormon) — (en:Coluber mormon)
- Contia tenuis — контия, или острохвостая змея
- Crotalus atrox — техасский гремучник (en:Crotalus atrox)
- Crotalus horridus — полосатый гремучник (en:Crotalus horridus)
- Crotalus oreganus (Crotalus viridis oreganus) (en:Crotalus oreganus)
- Crotalus viridis — зелёный гремучник (en:Crotalus viridis)
- Diadophis punctatus — точечная ошейниковая змея (en:Diadophis punctatus)
- Heterodon nasicus — свиноносая носатая змея, или западный крючконосый уж (en:Heterodon nasicus)
- Heterodon platirhinos — широконосая восточная змея, или обыкновенный крючконосый уж (en:Heterodon platirhinos)
- Hypsiglena chlorophaea (Hypsiglena torquata) — ночной уж Гюнтера, или спиральная ночная змея (en:Hypsiglena chlorophaea)
- Lampropeltis triangulum — поперечнополосатая королевская змея
- Nerodia sipedon — северный американский уж (en:Nerodia sipedon)
- Opheodrys vernalis — гладкий травяной уж (en:Opheodrys vernalis)
- Pantherophis alleghaniensis (en:Pantherophis alleghaniensis)
- Pantherophis gloydi (Elaphe vulpina gloydi) (en:Pantherophis gloydi)
- Pantherophis obsoletus (Elaphe obsoleta) — крысиная змея, или серый лазающий полоз (en:Pantherophis obsoletus)
- Pantherophis spiloides (Elaphe obsoleta spiloides ) (en:Pantherophis spiloides)
- Pantherophis vulpinus (Elaphe vulpina) — лисий лазающий полоз, или лисья змея (en:Pantherophis vulpinus)
- Pituophis catenifer — береговая гоферовая змея (en:Pituophis catenifer)
- Pituophis melanoleucus — сосновая змея, или обыкновенная сосновая змея (en:Pituophis melanoleucus)
- Regina septemvittata — королевский уж, или королевский рачий уж, или королевский водяной уж (en:Regina septemvittata)

- Sistrurus catenatus — цепочный карликовый гремучник, или массасауга
- Thamnophis butleri — подвязочная змея Батлера (en:Thamnophis butleri)
- Thamnophis elegans — стройная подвязочная змея (en:Thamnophis elegans)
- Thamnophis ordinoides — северо-западная подвязочная змея (en:Thamnophis ordinoides)
- Thamnophis radix — юго-западная подвязочная змея (en:Thamnophis radix)
- Thamnophis sauritus — восточная подвязочная змея (en:Thamnophis sauritus)
- Thamnophis sirtalis — обыкновенная подвязочная змея (en:Thamnophis sirtalis)
- Storeria dekayi — змея Декея (en:Storeria dekayi)
- Storeria occipitomaculata — пятнистоголовая коричневая змея (en:Storeria occipitomaculata)